# Ровенско
Ровенско (на словашки: Rovensko) е село в окръг Сеница, Търнавски край, Западна Словакия. Населението му е 440 души.
Разположено е на 216 m надморска височина, на 5 km северно от град Сеница. Площта му е 10,4 km². Кмет на селото е Мариян Немец.